# Anisodes clandestina
Anisodes clandestina là một loài bướm đêm trong họ Geometridae.